# سینان مقدونی
سینان (یونانی: Kυνάνη – درگذشته ۳۲۳ قبل از میلاد) دختر فیلیپ دوم مقدونی، خواهر ناتنی اسکندر بزرگ و پرسنل نظامی اهل مقدونیه بود.